# Anton von Mörl zu Pfalzen und Sichelburg
Anton von Mörl zu Pfalzen und Sichelburg (auch Anton Mörl-Pfalzen, Anton von Mörl oder Anton Mörl; * 30. Jänner 1883 in Brixen; † 12. Dezember 1958 in Innsbruck) war ein österreichischer Jurist und Hofrat.

## Leben
Der Sohn eines Verlegers besuchte das Brixener Gymnasium und studierte Rechtswissenschaft an den Universitäten Innsbruck, Prag und Graz. Er wurde während des Studiums Mitglied der katholischen Studentenverbindungen K.Ö.H.V. Carolina Graz und K.D.St.V. Ferdinandea Prag, beide im CV. Bis 1910 war er Redakteur der Wiener Reichspost. 1914 wurde er zum Dr. iur. promoviert. 1915 trat er in den Dienst der Innsbrucker Statthalterei und war Adjutant des dortigen Standschützenbataillons.
Er arbeitete nach dem Ersten Weltkrieg im öffentlichen Dienst der Bezirkshauptmannschaften von Riva (1918), Brixen (1919) und Schwaz (1920–1933) und wurde im September 1933 Bezirkshauptmann von Reutte. Ab Dezember 1933 war er Leiter der Sicherheitsbehörde in Tirol, wo es zahlreiche Sympathisanten der Nationalsozialisten gab, die österreichweit Terrorwellen organisierten. Diese führten 1934 zum Juliputsch, der mit der Ermordung des Bundeskanzlers Engelbert Dollfuß endete. Mit Dollfuß wie mit dessen Nachfolger Kurt Schuschnigg arbeitete Mörl-Pfalzen eng zusammen.
Nach dem „Anschluss“ Österreichs wurde Mörl-Pfalzen am 13. März 1938 von der Gestapo verhaftet und in Konzentrationslager, darunter Flossenbürg und Dachau, deportiert. Am 5. September 1940 wurde er freigelassen. Die Widerstandskämpfer um Carl Friedrich Goerdeler und Ludwig Beck setzten ihn in ihren Umsturzplänen als politischen Beauftragten für den Wehrkreis XVIII (Salzburg) ein.
Infolge des gescheiterten Attentats vom 20. Juli 1944 wurde Mörl-Pfalzen in der Nähe von Innsbruck von der Gestapo erneut verhaftet. Er kam schnell wieder frei, weil ihm eine Beteiligung nicht nachgewiesen werden konnte. Nach dem Ende des Zweiten Weltkriegs wurde er 1945 Präsident des Stadtsenats in Innsbruck, bis er 1947 in Ruhestand ging.
Mörl-Pfalzen veröffentlichte zu naturwissenschaftlichen Themen in Zeitungen und Zeitschriften und schrieb Bücher vor allem zu wissenschafts- und militärhistorischen Themen, darunter das dreibändige Werk Die große Weltordnung.
Er war verheiratet mit Mathilde Perwög.

## Schriften
- Das Ende des Kontinentalismus in Österreich. Entwicklung und Bedeutung unserer Seegeltung. Erben, Saaz i. B. 1913.
- Die Standschützen im Weltkrieg. Tyrolia, Innsbruck / Wien / München 1934.
- Die große Weltordnung. Drei Bände. Zsolnay, Berlin / Wien / Leipzig 1947–1952.
- Das astronomische Weltbild der Antike. Rauch, Innsbruck 1947.
- Erinnerungen aus bewegter Zeit Tirols 1932–1945 (= Schlern-Schriften. Bd. 143). Wagner, Innsbruck 1955.
- Stimmungen. Wagner, Innsbruck 1955.
- Standschützen verteidigen Tirol 1915–1918. Wagner, Innsbruck 1958.